# Mariana Kupfer
Mariana Kupfer (São Paulo, 10 de junho de 1974) é uma atriz, apresentadora e ex-cantora brasileira. Em 2004 deixou de cantar para dedicar-se à carreira de repórter. Após uma pausa na carreira por 6 anos, resolveu retomar a carreira como apresentadora lançando o programa "AMAR – Maternidade e amor", no YouTube.

## Biografia
Mariana Kupfer é a mais nova de três filhas de uma tradicional família judaica de São Paulo. Filha de Giovanna Kupfer, criadora e ex-proprietária da marca Giovanna Baby e do empresário Luiz Kupfer, e irmã da colunista Karen Kupfer.
Estudou comunicação na Fundação Armando Álvares Penteado. Fez curso na International Fine Arts College, em Miami, nos Estados Unidos, onde se formou em 1994. De volta ao Brasil participou de workshops com grandes nomes do teatro nacional, como Naum Alves de Souza, além de cursos de interpretação para TV e cinema com Cristina Mutarelli, Patrício Bisso, Fernando Leal e Beto Silveira.
Sua primeira participação no cinema foi no longa-metragem Sau Paulo, de Dardo Toledo de Barros. Na televisão, estreou em 1998, com participação na novela Estrela de Fogo, da TV Record.
Mariana entrevistou modelos e estilistas no evento MorumbiFashion para a tevê por assinatura DirecTV. Foi a primeira apresentadora do programa TV Fama, na RedeTV!, em 1999. Neste mesmo ano se tornou vegetariana.
Em 2001, iniciou participação no programa Pânico, na rádio Jovem Pan. Também fez uma participação na novela As Filhas da Mãe, na Rede Globo.
Ganhou projeção nacional em 2002 com sua participação na Casa dos Artistas 2, reality show de sucesso do SBT, onde cantarolou a música “I Didn't Know I Was Looking for Love”, do grupo Everything but the Girl. Após sair do programa, Mariana regravou a canção, que ficou durante 11 semanas consecutivas em 1º lugar como a música mais tocada no Brasil, pela rádio Jovem Pan, bem como outras para o álbum Life, distribuído pela Abril Music. As 11 faixas incluiam além de mais uma música do Everything but the Girl, "Missing", regravações de artistas como Texas, Donna Lewis, Jennifer Paige, e Cyndi Lauper.
No ano seguinte, Mariana deixou o Pânico e foi convidada para ser repórter do programa A Noite é uma Criança, de Otávio Mesquita, na TV Bandeirantes. Na Rádio Bandeirantes, apresentou o Esporte em Debate, ao lado do veterano locutor Sílvio Luiz.
Fez ensaio sensual para a revista VIP, e foi capa da revista Playboy, a qual as fotos foram inspiradas no filme Closer.
Em 2010, Mariana realizou o maior sonho de sua vida, que era ser mãe. Se torna mãe solo, após inseminação artificial. Após alguns anos de dedicação exclusiva à sua filha Victoria, em 2015, Mariana retomou a carreira de apresentadora lançando o programa "AMAR – Maternidade e amor", no YouTube.
Em 2019, lança o livro "Eu, mãe e pai - A maternidade independente como escolha".